# Microcerberus caroliniensis
Microcerberus caroliniensis là một loài chân đều trong họ Microcerberidae. Loài này được Wägele, Voelz & McArthur miêu tả khoa học năm 1995.